# Fletcher FBT-2
El Fletcher FBT-2 fue un avión militar de entrenamiento construido en los Estados Unidos a principios de los años 40. Aunque nunca se usó para lo que estaba diseñado, fue ordenado en pequeñas cantidades como blanco aéreo, jugando luego un pequeño papel en el desarrollo de las bombas guiadas.

## Diseño y desarrollo
El FBT-2 era un monoplano cantilever de ala baja con tren de aterrizaje fijo de rueda de cola, que acomodaba al piloto y al instructor en tándem en una cabina cerrada. Construido principalmente de contrachapado, las alas eran intercambiables, así como los paneles de cola.

## Historia operacional
Se evaluó un único prototipo para su uso militar, pero no generó interés. Sin embargo, las USAAF ordenaron el modelo como blanco aéreo no tripulado radio controlado bajo la designación XPQ-11. El prototipo FBT-2 fue modificado como controlador de drones como YCQ-1A. Se ordenaron dos lotes de 50 drones; sin embargo, antes de que ninguno fuera entregado, el modelo fue cancelado en favor del PQ-8 Cadet, siendo completado solo el prototipo XPQ-11. El Ejército ordenó más tarde que diez PQ-11 en construcción fueran completados como bombas planeadoras XBG-1, siendo el motor retirado y reemplazado por una bomba de 910 kg. Se realizaron varias pruebas, pero el modelo no consiguió entrar en servicio.

## Variantes
FBT-2
Entrenador básico con motor Wright R-760 y tren de aterrizaje de rueda de cola, uno construido.
CQ-1
Controlador de drones con tren de aterrizaje triciclo, uno convertido desde el FBT-2.
PQ-11
Blanco aéreo con tren de aterrizaje triciclo y motor Pratt & Whitney R-985 (contrato cancelado antes de que se completasen los aviones).
BG-1
Bomba planeadora con cabeza de guerra de 910 kg, 10 construidas desde PQ-11 inacabados.

## Operadores
Estados Unidos
- Fuerzas Aéreas del Ejército de los Estados Unidos

## Especificaciones (FBT-2)
Referencia datos: Taylor

### Características generales
- Tripulación: Dos (piloto e instructor (FBT-2, CQ-1)), uno (piloto, opcional (PQ-11)), ninguno (BG-1)
- Longitud: 7,1 m (23,3 ft)
- Envergadura: 9,1 m (29,9 ft)
- Altura: 3,2 m (10,4 ft)
- Planta motriz: 1× motor radial de siete cilindros refrigerado por aire Wright R-760-E2 Whirlwind, o ninguno (BG-1).
  - Potencia: 213 kW (294 HP; 290 CV)

### Rendimiento
- Velocidad máxima operativa (Vno): 282 km/h (175 MPH; 152 kt)
- Alcance: 869 km (469 nmi; 540 mi)
- Techo de vuelo: 5800 m (19 029 ft)

### Armamento
- Otros: 

  - FBT-2 o PQ-11: ninguno
  - XBG-1: cabeza de guerra de 910 kg (2000 lb)

## Aeronaves relacionadas

### Aeronaves similares
- Pratt-Read LBE
- Piper LBP
- Taylorcraft LBT

### Secuencias de designación
- Secuencia CQ-_ (Controladores de blancos aéreos de las USAAF, 1942-48): CQ-1 - CQ-2 - CQ-3 - CQ-4
- Secuencia PQ-_ (Blancos Aéreos Tripulados de las USAAF, 1942-1947): PQ-8 - PQ-9 - PQ-10 - PQ-11 - PQ-12 - PQ-13 - PQ-14 →
- Secuencia BG-_ (Bombas planeadoras del USAAC, 1942-1944): BG-1 - BG-2 - BG-3